# Kota Tanah
Kota Tanah is een bestuurslaag in het regentschap Ogan Komering Ulu van de provincie Zuid-Sumatra, Indonesië. Kota Tanah telt 1594 inwoners (volkstelling 2010).